# Hamnfärjan I
Die Hamnfärjan I war eine schwedische Personenfähre. Sie verkehrte vom Juli 1913 bis 1960 planmäßig in Marstrand, einer Kleinstadt in der Provinz Västra Götalands län, zwischen den Inseln Koön und Marstrandsön.

## Geschichte
Das Schiff wurde von August Svenningsson auf der Ringens varv (Ringenswerft) in Marstrand gebaut und im Juli 1913 abgeliefert. Die Hamnfärjan I wurde elektrisch mit einem 5-PS-Motor betrieben. Während der Zeit des Ersten Weltkrieges hatte das Schiff einen zusätzlichen 5-PS-Rohölmotor, da oftmals der Strom abgeschaltet wurde. Die Batterien wurden am Fähranleger auf Koön geladen. 
1948 wurde sie durch die Hamnfärjan II abgelöst. Da diese neue Fähre jedoch teurer im Betrieb war, blieb sie bis 1960 in Betrieb, ab 1948 vor allem im Winter.
1961 wurde das Schiff aufgelegt und als Floß für Malerarbeiten in der Mechanischen Werkstatt Marstrand verwendet. Zu einem unbekannten Zeitpunkt ist das Schiff in Mjölkekilen, einer Bucht bei Koön, gesunken.